# داستان سامورایی
داستان سامورایی (به ژاپنی: サムライ・フィクション Samurai Fiction) فیلمی به کارگردانی هیرویوکی ناکانو است که در سال ۱۹۹۸ اکران شد. از بازیگران آن می‌توان به میوری کازاما، میتسورو فوکی کوشی، و ماری ناتسوکی اشاره کرد.